# Chariacris
Chariacris is een geslacht van rechtvleugeligen uit de familie Romaleidae. De wetenschappelijke naam van dit geslacht is voor het eerst geldig gepubliceerd in 1870 door Walker.

## Soorten
Het geslacht Chariacris omvat de volgende soorten:
- Chariacris dulcis Walker, 1870
- Chariacris fissa Stål, 1878
- Chariacris miniacea Gerstaecker, 1889
- Chariacris rubripennis Descamps, 1981
- Chariacris violacea Gerstaecker, 1889